# 45 Eugénia
A 45 Eugénia a Naprendszer kisbolygóövében található aszteroida. Hermann Mayer Salomon Goldschmidt fedezte fel 1857. június 27-én. III. Napóleon francia császár feleségéről, Eugénia francia császárnéról nevezték el.